# Gustav Eichhorn (Physiker)
Gustav Eichhorn (* 1. Dezember 1867 in Düsseldorf; † 9. März 1954 in Zürich) war ein deutscher Physiker und Rundfunkpionier in der Schweiz.

## Leben
Gustav Eichhorn kam in Düsseldorf als Sohn des Gustav Eichhorn sen. und der Sybille, geborene Offermann, zur Welt. Er absolvierte zunächst ein Physikstudium in München, im Anschluss von 1899 bis 1901 in Zürich, wo er 1901 promoviert wurde. In der Folge war Eichhorn als wissenschaftlicher Berater der Telefunken in Berlin tätig.
Ab 1905 lebte er wieder in Zürich, wo er 1906 eine Empfangsstation für Funk in seinem privaten Labor einrichtete. 1913 suchte der Pionier der drahtlosen Funktechnik vergeblich um eine Konzession zur Errichtung eines telefonischen Zeitdienstes an. Im Herbst 1923 führte Gustav Eichhorn in seinem Zürcher Institut für Radiotelefonie erstmals den Empfang eines Konzerts über Lautsprecher vor.
Gustav Eichhorn, der unverheiratet blieb, verstarb im Alter von 86 Jahren in Zürich.